# Maud Olivier
Pour les articles homonymes, voir Olivier (homonymie).
Maud Olivier, née le 20 février 1953 à Boulogne-Billancourt, est une femme politique française. Membre du Parti socialiste, elle est députée de la cinquième circonscription de l'Essonne, conseillère générale du canton des Ulis et maire des Ulis.

## Biographie
Elle travaille dans l’encadrement commercial. Elle est mariée et mère de famille.
Maud Olivier adhère au Parti socialiste en 1981, elle est élue sur la liste du maire des Ulis Paul Loridant dès 1983 et devient première adjointe en 2001. Après le décès de Jean-Marc Salinier, conseiller général, survenu le 20 janvier 2002, elle est élue conseillère générale des Ulis en mai 2002 lors d'une élection partielle. En 2004 elle obtient la vice-présidence chargée des sports. Au cours des élections législatives de 2007, candidate dans la cinquième circonscription de l'Essonne elle s’incline en obtenant 49,75 % des voix face au candidat sortant Pierre Lasbordes.
Lors des élections cantonales de 2008, elle est élue au premier tour avec 50,49 % des voix, la même année au cours des élections municipales, sa liste arrive en tête au second tour avec 48,03 % des suffrages, lui assurant vingt-sept sièges sur les trente-cinq du conseil municipal.
En 2011, la vice-présidence contre les discriminations et pour la promotion de l’égalité lui est confiée. Cette même année, au cours des élections sénatoriales, elle est quatrième (non élue) sur la liste d’union de la gauche conduite par Jean-Vincent Placé qui recueille 31,20 % des voix et deux élus.
Les élections législatives de 2012 lui permettent de remporter la cinquième circonscription avec 54,81 % des suffrages au deuxième tour face au candidat UMP maire de Bièvres Hervé Hocquard, Pierre Lasbordes ne s’étant pas représenté après trois mandats successifs. Conformément à la règle de cumul des mandats, elle démissionne du poste de maire des Ulis et du conseil municipal de la commune en juillet 2012 et laisse sa place à sa quatrième adjointe Sonia Dahou (PS). Lors des élections législatives 2017, Maud Olivier est éliminée au premier tour avec 10,46% des voix, terminant derrière la candidate des Républicains Laure Darcos et le représentant du parti présidentiel En Marche ! Cédric Villani, qui l'emporte au deuxième tour.
Maud Olivier en concertation avec le gouvernement a élaboré le texte d'une proposition de loi renforçant la lutte contre le système prostitutionnel déposée au bureau de l'Assemblée nationale en octobre 2013. Elle est rapporteure de cette proposition de loi qui comporte pour la première fois un volet social d'accompagnement des personnes prostituées. Elle comprend également un volet de lutte contre les réseaux de proxénétisme et de traite des êtres humains, un renforcement de l'éducation à la sexualité, et la responsabilisation des clients de la prostitution à travers l'interdiction d'achat sexuel. Une peine de prison à l'encontre des clients de prostituées pourrait être inscrite dans le code pénal en cas de récidive. Cette loi est celle du 13 avril 2016.
Elle est chevalière de l'ordre national du Mérite.

## Pour approfondir